# 周鼎 (1969年)
周鼎（1969年4月—），辽宁人，中华人民共和国外交官，曾任中华人民共和国驻阿尔巴尼亚共和国特命全权大使，现任中华人民共和国驻津巴布韦共和国特命全权大使。

## 生平
1992年，进入中华人民共和国外交部工作，先后在外交部领事司、驻胡志明市总领事馆、外交部干部司任职。2003年，赴美国塔夫茨大学弗莱彻法律外交学院学习。2004年，任驻休斯敦总领事馆领事，后升任副总领事。2010年，任外交部干部司参赞。2011年，挂职中国石油海外勘探开发公司副总经理。2013年，回任外交部干部司参赞，后升任外交部干部司副司长。2019年1月，出任中华人民共和国驻阿尔巴尼亚大使。2023年3月，自驻阿尔巴尼亚大使离任。2023年6月，出任中华人民共和国驻津巴布韦大使。

## 家庭
已婚，有一女。